# Ałatyr (rzeka)
Ałatyr (ros. Алатырь) – rzeka w Federacji Rosyjskiej, w obwodzie niżnonowogrodzkim, Mordowii i Czuwaszji, lewy dopływ Sury. Ma 307 km długości, a powierzchnia dorzecza wynosi 11 tys. km². Nad Ałatyrem znajdują się miasta Ardatow i Ałatyr. Rzeka zamarza od listopada do kwietnia.
Na lewym brzegu rzeki znajduje się Park Narodowy „Smolnyj”.